# Беликов, Алексей Александрович
Алексей Александрович Беликов (укр. Олексій Олександрович Бєліков, позывной — Лёхич; 12 декабря 1987, Белозёрное — 10 июня 2023, Киев) — украинский военнослужащий, младший сержант, участник российско-украинской войны. Герой Украины (2025, посмертно).

## Биография
Родился 12 декабря 1987 года в селе Белозёрное Кировоградской области. Проживал в городе Кривой Рог, где работал на предприятии «АрселорМиттал Кривой Рог».
С началом российско-украинской войны в 2014 году вступил в ряды Вооружённых сил Украины, служил в составе 40-го мотопехотного батальона «Кривбасс». Участвовал в боях за Иловайск и Дебальцево.
С началом полномасштабного вторжения России в Украину в 2022 году продолжил службу в составе 54-й отдельной механизированной бригады. Был командиром разведывательного отделения. Получил ранение во время боевых действий в Бахмутском районе. Скончался 15 июня 2023 года в Киевском военном госпитале.
Похоронен в Кривом Роге, на Аллее славы Центрального кладбища.

## Награды
- Звание «Герой Украины» с удостоением ордена «Золотая Звезда» (21 февраля 2025, посмертно) — за личное мужество и героизм, проявленные в защите государственного суверенитета и территориальной целостности Украины, верность военной присяге[1].
- Орден «За мужество» I степени (29 сентября 2023, посмертно) — за личное мужество и самоотверженные действия, проявленные в защите государственного суверенитета и территориальной целостности Украины, верность военной присяге, образцовое исполнение служебного долга[2].
- Орден «За мужество» II степени (18 июля 2023, посмертно) — за личное мужество и самоотверженные действия, проявленные в защите государственного суверенитета и территориальной целостности Украины[3].
- Орден «За мужество» III степени (25 декабря 2015) — за личное мужество и самоотверженные действия, проявленные в защите государственного суверенитета и территориальной целостности Украины, верность военной присяге[4].